# Armand Duplantis
Armand Gustav ”Mondo” Duplantis, född 10 november 1999 i Lafayette, Louisiana i USA, är en amerikansk-svensk friidrottare som tävlar i stavhopp för Sverige. 
Han är flerfaldig världsmästare och har världsrekordet i stavhopp på 6,29 meter, satt den 12 augusti 2025 under Continental tour i Budapest. På klubbnivå representerar han Upsala IF, under studietiden i USA tävlade han för Louisiana State Universitys idrottsförening LSU Tigers.
Duplantis har både svenskt och amerikanskt medborgarskap.
Han har utsetts till världens främsta friidrottare av internationella friidrottsförbundet åren 2020, 2022 och 2023. År 2024 utsågs han av BBC till Årets idrottare i världen.

## Biografi

### Bakgrund
Duplantis är uppvuxen i Lafayette i den amerikanska delstaten Louisiana och är son till den amerikanske före detta stavhopparen Greg Duplantis och svenskan Helena Duplantis, född Hedlund. Modern sökte sig till USA på ett stipendium som friidrottare i sjukamp men fortsatte sedan med volleyboll. Genom henne fick Duplantis medborgarskap också i Sverige. Duplantis har på sin fars sida påbrå från cajuner.
Duplantis började med stavhopp vid fyra års ålder, och hans föräldrar byggde en stavhoppsbana på gräsmattan bakom huset. Redan tidigt visade han en naturlig talang för grenen, vilket visas väl av att han fortfarande innehar samtliga (inofficiella) världsrekord för ålderskategorierna sju, åtta, nio, tio, elva och tolv år. Samtliga rekord under ungdomstiden sattes som amerikansk medborgare.
Hans föräldrar har hela tiden coachat honom, där pappan framförallt tittat på de tekniska momenten och mamman styrka och snabbhet. Duplantis har själv berättat hur han noga studerade Youtubeklipp på framgångsrika hoppare och sedan försökte efterlikna dessa på banan i trädgården. En tidig stor förebild var Renaud Lavillenie.

### Övergång till Sverige
Svenska Friidrottsförbundet har som rutin att logga alla tävlande svenskar från att de är 14 år gamla. Då Duplantis hade dubbelt medborgarskap bokfördes även hans resultat, varpå Sverige tog kontakt med och visade intresse för den unga talangen. Duplantis själv var inställd på att tävla för sitt födelseland USA, men när Sverige erbjöd pappa Greg att bli en av landslagstränarna ändrade han sig. Utöver det bidrog det faktum att Armand Duplantis äldre bror Andreas Duplantis tidigare hade gjort samma val och att han genom att tävla för Sverige inte skulle behöva oroa sig för att åka ut i tuffa uttagningstävlingar till stora mästerskap likt de i USA. Det ödet hade drabbat Greg Duplantis som kom fyra i den amerikanska uttagningstävlingen till OS och därför inte fick delta. Dessutom noterade de att friidrotten i Sverige har högre status, med större tillgång till bra anläggningar.
I juni 2015 meddelades offentligt att Duplantis valt att börja tävla för Sverige. Han representerade då Avestaklubben IK Stål, samma klubb som hans mor tillhört. Han gjorde sin första tävling för Sverige under junior-VM i Colombia samma år där han vann guld och satte mästerskapsrekord med 5,30 meter. I sitt första deltagande i Finnkampen hoppade han 5,17 meter.

### 2016–2017
År 2016 bytte Duplantis förening från IK Stål till Upsala IF. Samma år satte han inofficiellt världsrekord för 16-åringar med höjden 5,50 meter.
Vid VM 2017 i London tog sig Duplantis till final efter att ha klarat 5,70 meter. I finalen hamnade han på nionde plats med 5,50 meter. Samma år satte han också världsrekord för juniorer med höjden 5,75 meter.

### 2018–2019
2018 inleddes med ett nytt världsrekord för juniorer på 5,83 meter, något Duplantis senare samma år förbättrade till 5,88 meter. Vid EM i Berlin 2018 tog han guld efter att ha slagit personligt och svenskt rekord med 6,05 meter. Detta innebar också juniorvärldsrekord och det femte högsta hoppet i världen genom tiderna. Dessutom var det amerikanskt rekord, vilket väckte en del irritation eftersom Duplantis tog rekordet när han tävlade för Sverige i en tävling där andra amerikanska hoppare inte fick delta. Det ledde till en ändring av regelverket av USA:s friidrottsförbund. Året efter hoppade Sam Kendricks 6,06 meter vilket blev nytt amerikanskt rekord.
På sina föräldrars uppmaning började han studera på Louisiana State University på idrottsstipendium hösten 2018. Collegeidrotten i USA har mycket stränga amatörregler så han var tvungen att tacka nej till prispengar och sponsoravtal efter sitt genombrott den sommaren. Han trivdes inte med upplägget och tyckte att han missade goda tävlingstillfällen i stavhopp i Europa. Han bestämde sig för att bli professionell och tävla på heltid våren 2019.
Vid VM 2019 i Doha i Qatar tog Duplantis silver med ett hopp över 5,97 meter. Tidigare samma år hoppade han över 6 meter på Stockholms stadion under Finnkampen, vilket innebar stadionrekord. 2019 tilldelades han även Stora grabbars och tjejers märke.

### 2020
Den 8 februari 2020 slog Duplantis Renaud Lavillenies sex år gamla världsrekord på 6,16 meter, efter ett hopp på 6,17 i Toruń i Polen. Han klarade höjden i andra försöket. En vecka senare, den 15 februari, slog han sitt eget nysatta världsrekord med ett hopp på 6,18 vid inomhustävlingar i Glasgow i Skottland. Han klarade höjden med stor marginal och i sitt första försök. I december 2020 tilldelades Duplantis Bragdguldet, Svenska Dagbladets guldmedalj. Han blev även utsedd till Årets manlige friidrottare av World Athletics.

### 2021
Duplantis deltog i olympiska sommarspelen 2020 som genomfördes under sommaren 2021 på grund av coronaviruspandemin 2019–2021. Duplantis tog sig till final och vann där överlägset utan att riva en enda gång. Den amerikanske stavhopparen Chris Nilsen tog sitt personbästa med att hoppa 5,97 meter men lyckades inte klara 6,02, ett hopp Duplantis klarade på första försöket som därmed tog sitt och Sveriges första OS-guld i stavhopp. Efter vinsten genomförde han tre försök på världsrekordhöjden 6,19 meter, dock utan att klara.

### 2022
7 mars 2022 slog Duplantis sitt eget världsrekord genom att klara 6,19 meter i World Athletics Indoor Tour i Belgrad, Serbien. Rekordhoppet var hans 51:a försök på höjden. Knappt två veckor senare, 20 mars 2022, tog han guld i inomhus-VM i Belgrad. Samtidigt slog han ännu en gång sitt eget världsrekord genom att hoppa 6,20 meter, vilket han klarade på tredje försöket.
30 juni 2022 slog han utomhusrekordet, som han sen innan hade på 6,15 meter, då han nu hoppade 6,16 meter på Stadion i Stockholm under Bauhausgalan.
Den 24 juli vid världsmästerskapen i friidrott 2022 i Oregon i USA slog han nytt världsrekord med höjden 6,21 och säkrade sitt första VM-guld utomhus. Dessförinnan hade han satt nytt mästerskapsrekord då han klarade 6,06. Han försökte då på världsrekordhöjden 6,21, rev i första försöket men klarade med 8 cm marginal i andra. Tvåa blev amerikanen Chris Nilsen på 5,94 och trea filippinen Ernest Obiena på samma höjd.
I och med hoppet över sex meter passerade ”Mondo” Duplantis Sergej Bubkas rekord gällande antal tävlingshopp över sex meter (47 gånger).
Vid EM 2022 försvarade han sitt guld från 2018, och tog nytt mästerskapsrekord med ett hopp på 6,06 meter.

### 2023
25 februari 2023 slog han sitt eget världsrekord på nytt med ett hopp på 6,22 meter, i All Star Perche i Clermont-Ferrand, Frankrike. Nästa gång han slog sitt eget världsrekord var den 17 september, vid Diamond League-finalen i Eugene, USA, då han hoppade 6,23 meter.
Den 11 december 2023 utsåg internationella friidrottsförbundet Mondo Duplantis till världens bästa manliga friidrottare – för andra gången i rad och tredje gången totalt.

### 2024
Vid inomhus-VM i mars 2024 vann Duplantis guld på höjden 6,05 meter. Vid Diamond League-galan i Xiamen den 20 april 2024 förbättrade han sitt världsrekord till 6,24 meter.
Vid olympiska sommarspelen 2024 tog Duplantis guld och satte nytt världsrekord med 6,25 meter på tredje försöket. Den 25 augusti satte Duplantis nytt världsrekord på 6,26 meter. I december 2024 tilldelades Duplantis Bragdguldet, Svenska Dagbladets guldmedalj för andra gången. Utöver Duplantis så har endast fyra idrottare tilldelats Bragdguldet två gånger: Ingemar Stenmark, Björn Borg, Anja Pärson och Sarah Sjöström.

## Familj och privatliv
Duplantis är son till den amerikanske före detta stavhopparen, nuvarande advokaten, Greg Duplantis (född 1962) och svenskan Helena Duplantis, född Hedlund 1965 i Avesta. De träffades när de båda studerade på Louisiana State University. Båda var framgångsrika friidrottare och tävlade för universitetets friidrottslag LSU Tigers. Paret gifte sig 1987. Föräldrarna utgör också ett tränarteam bakom honom. Hans morfar Lars-Åke Hedlund har under stora delar av sitt liv representerat IK Stål som aktiv, ledare, tränare och ordförande. Hedlund tog silver i stavhopp på junior-SM 1953.
Ordet "mondo" betyder "värld" på italienska; ett smeknamn Duplantis fått av sin farbror Robert.
Armand Duplantis har två äldre bröder och en yngre syster. Andreas Duplantis är också stavhoppare, och Antoine "Twannie" Duplantis (född 1996) spelar med framgång baseboll, först i collegelaget LSU Tigers hos Louisiana State University och sedan 2019 i farmarlag för New York Mets. Hans yngre syster Johanna "Jo" Duplantis (född 2003) är också stavhoppare.
Duplantis är sambo med den svenska modellen Desiré Inglander (född 2001).

## Tävlingar
| År   | Evenemang                                             | Plats                       | Notering | Notering             |
| 2015 | Ungdomsvärldsmästerskapen i friidrott 2015            | Cali, Colombia              | 1:a      | 5,30 m MR            |
| 2016 | Juniorvärldsmästerskapen i friidrott 2016             | Bydgoszcz, Polen            | 3:a      | 5,45 m               |
| 2017 | Europeiska juniormästerskapen i friidrott 2017        | Grosseto, Italien           | 1:a      | 5,65 m MR            |
| 2017 | Världsmästerskapen i friidrott 2017                   | London, Storbritannien      | 9:a      | 5,50 m               |
| 2018 | Inomhusvärldsmästerskapen i friidrott 2018            | Birmingham, Storbritannien  | 8:a      | 5,70 m               |
| 2018 | Juniorvärldsmästerskapen i friidrott 2018             | Tammerfors, Finland         | 1:a      | 5,82 m MR            |
| 2018 | Europamästerskapen i friidrott 2018                   | Berlin, Tyskland            | 1:a      | 6,05 m JVR           |
| 2019 | Southeastern Conference Track and Field Championships | Fayetteville, Arkansas      | 1:a      | 6,00 m (NCAA-rekord) |
| 2019 | Världsmästerskapen i friidrott 2019                   | Doha, Qatar                 | 2:a      | 5,97 m               |
| 2020 | World Athletics Indoor Tour                           | Toruń, Polen                | 1:a      | 6,17 m VR            |
| 2020 | World Athletics Indoor Tour                           | Glasgow, Skottland          | 1:a      | 6,18 m VR            |
| 2020 | Diamond League                                        | Rom, Italien                | 1:a      | 6,15 m VB            |
| 2021 | Europeiska inomhusmästerskapen i friidrott 2021       | Toruń, Polen                | 1:a      | 6,05 m MR            |
| 2021 | Olympiska sommarspelen 2020                           | Tokyo, Japan                | 1:a      | 6,02 m               |
| 2022 | World Athletics Indoor Tour                           | Belgrad, Serbien            | 1:a      | 6,19 m VR            |
| 2022 | Inomhusvärldsmästerskapen i friidrott 2022            | Belgrad, Serbien            | 1:a      | 6,20 m VR            |
| 2022 | Bauhausgalan                                          | Stockholm, Sverige          | 1:a      | 6,16 m VB            |
| 2022 | Världsmästerskapen i friidrott 2022                   | Eugene, USA                 | 1:a      | 6,21 m VR            |
| 2022 | Europamästerskapen i friidrott 2022                   | München, Tyskland           | 1:a      | 6,06 m MR            |
| 2023 | All Star Perche                                       | Clermont-Ferrand, Frankrike | 1:a      | 6,22 m VR            |
| 2023 | Världsmästerskapen i friidrott 2023                   | Budapest, Ungern            | 1:a      | 6,10 m               |
| 2023 | Diamond League                                        | Eugene, USA                 | 1:a      | 6,23 m VR            |
| 2024 | Inomhusvärldsmästerskapen i friidrott 2024            | Glasgow, Skottland          | 1:a      | 6,05 m               |
| 2024 | Europamästerskapen i friidrott 2024                   | Rom, Italien                | 1:a      | 6,10 m MR            |
| 2024 | Olympiska sommarspelen 2024                           | Paris, Frankrike            | 1:a      | 6,25 m VR            |
| 2024 | Diamond League                                        | Chorzów, Polen              | 1:a      | 6,26 m VR            |
| 2025 | All Star Perche                                       | Clermont-Ferrand, Frankrike | 1:a      | 6,27 m, VR           |
| 2025 | Diamond League                                        | Stockholm, Sverige          | 1:a      | 6,28 m, VR           |
| 2025 | Continental tour                                      | Budapest, Ungern            | 1:a      | 6,29 m, VR           |

## Galleri
Armand Duplantis satte nytt Stadionrekord när han hoppade 6 meter under Finnkampen på Stockholms stadion den 24 augusti 2019.

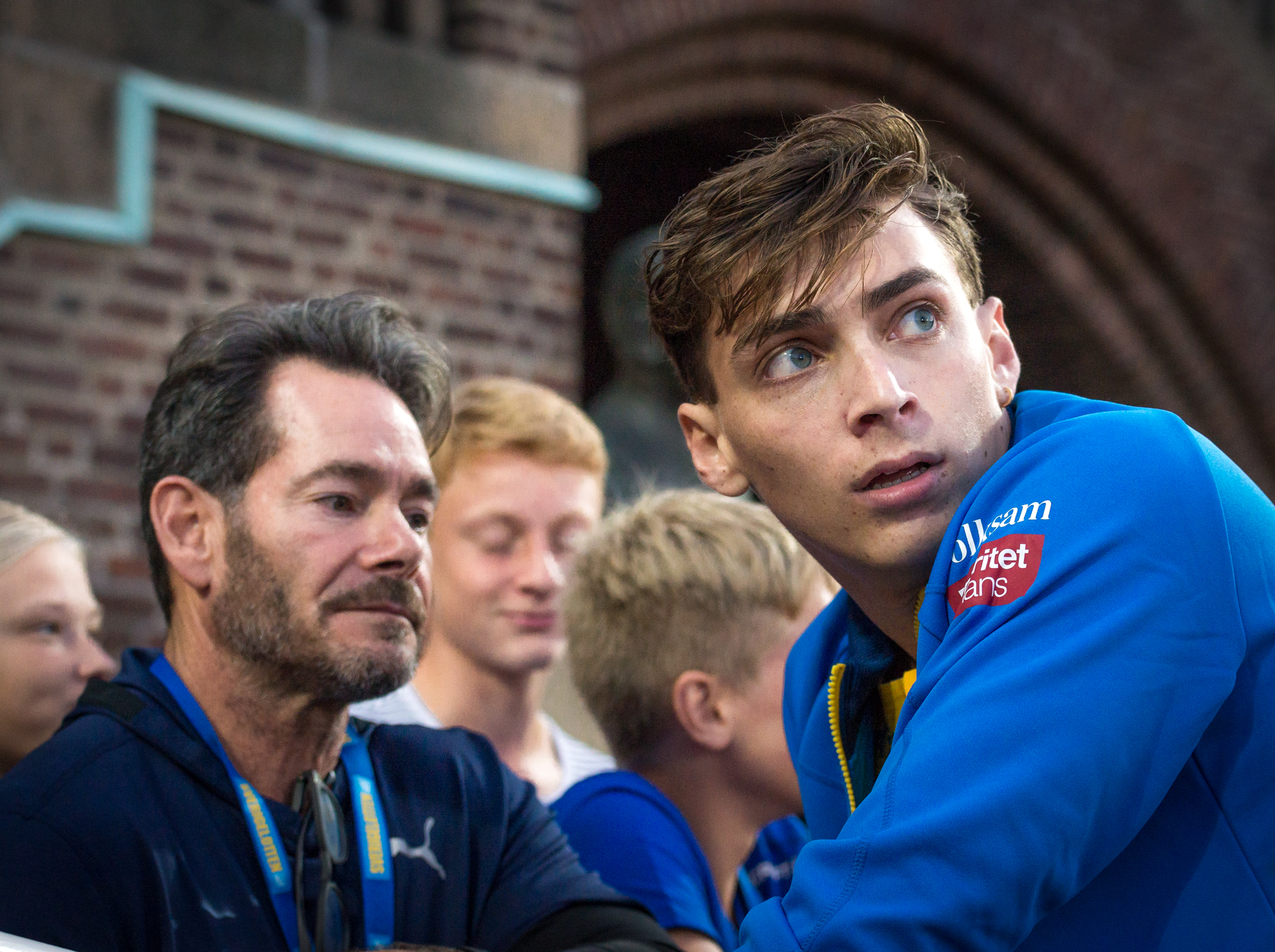
Samråd med sin far och tränare, Greg Duplantis, före hoppet.
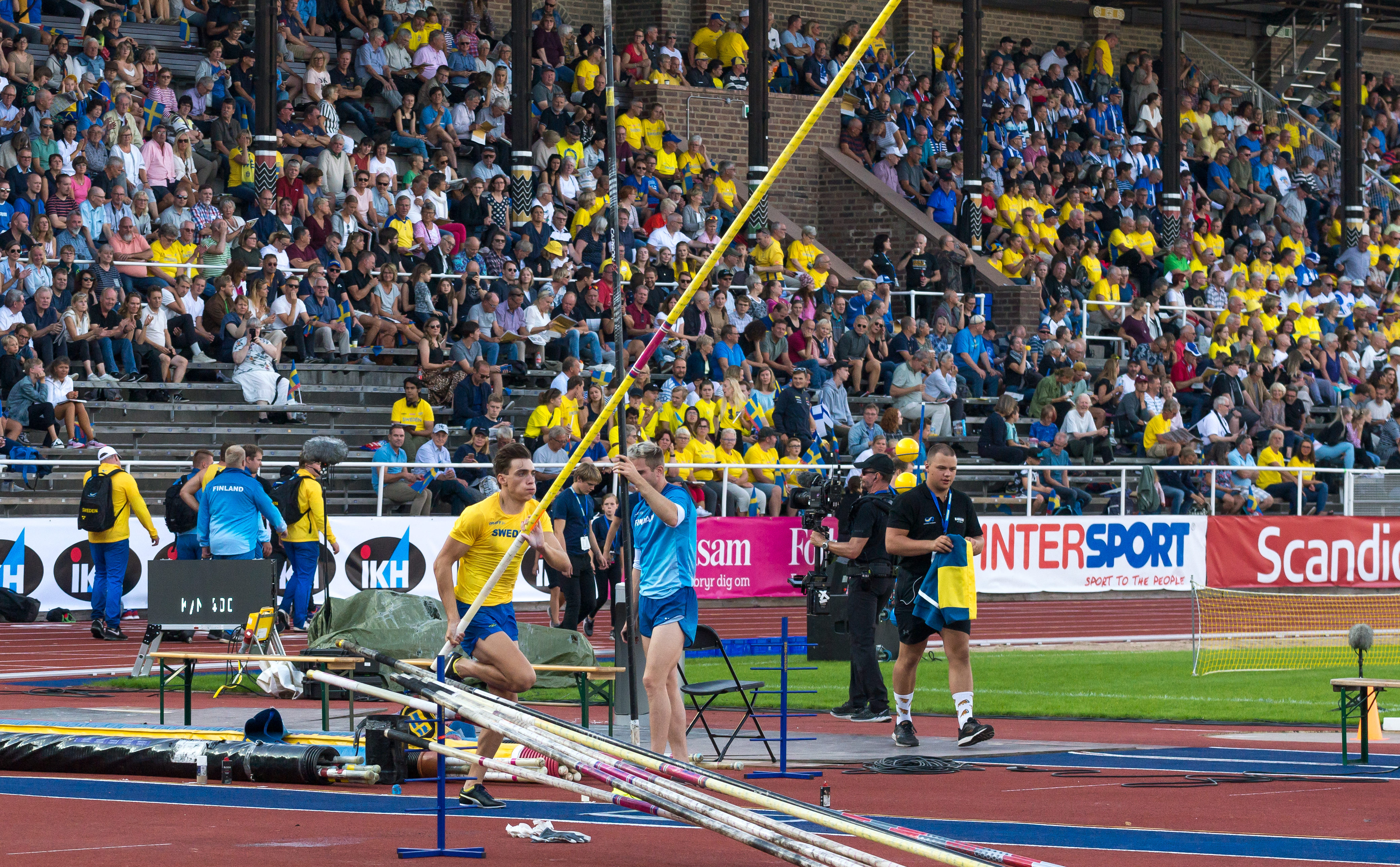
Ansatslöpning.
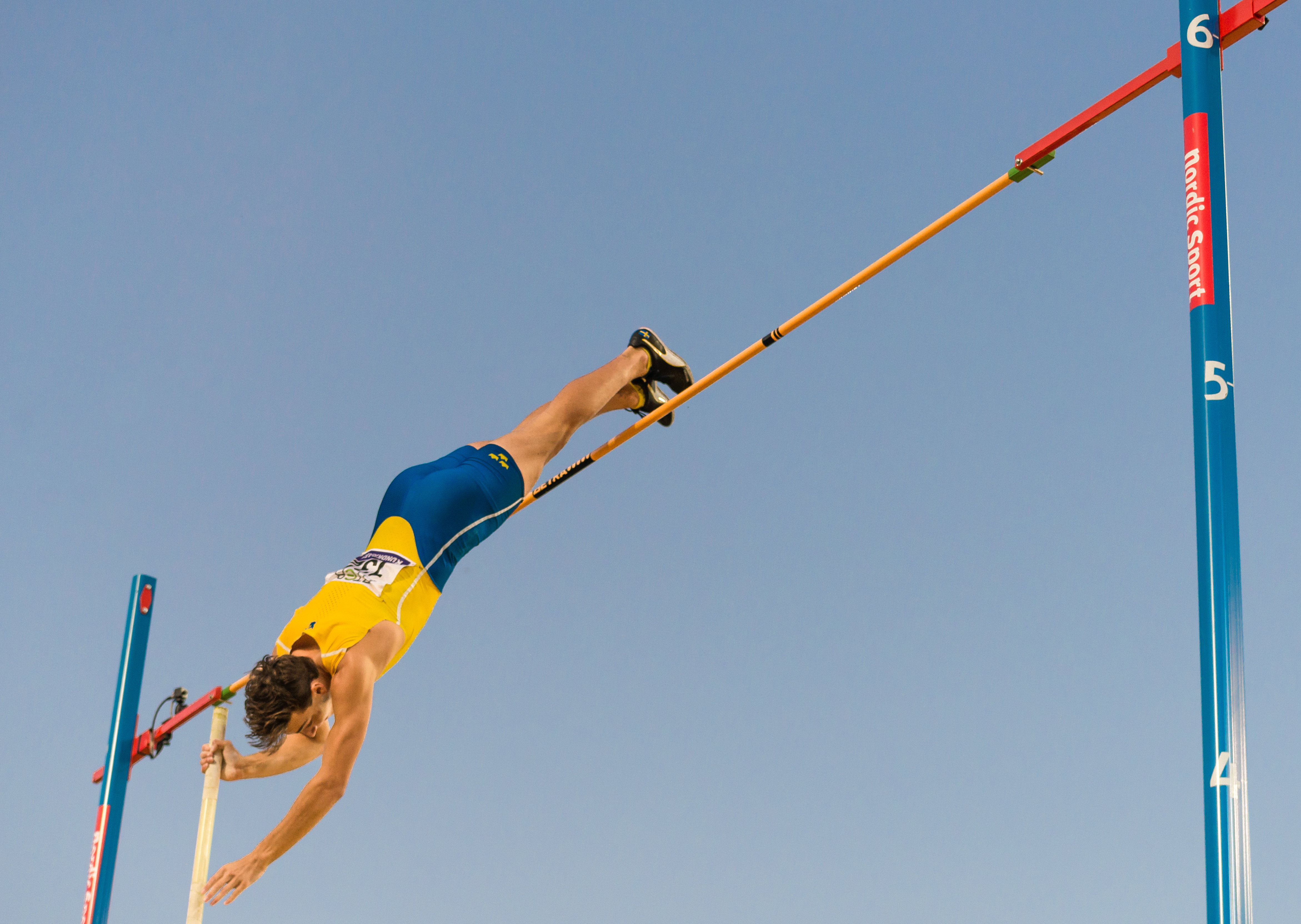
Kroppsuträtning, frånskjut.
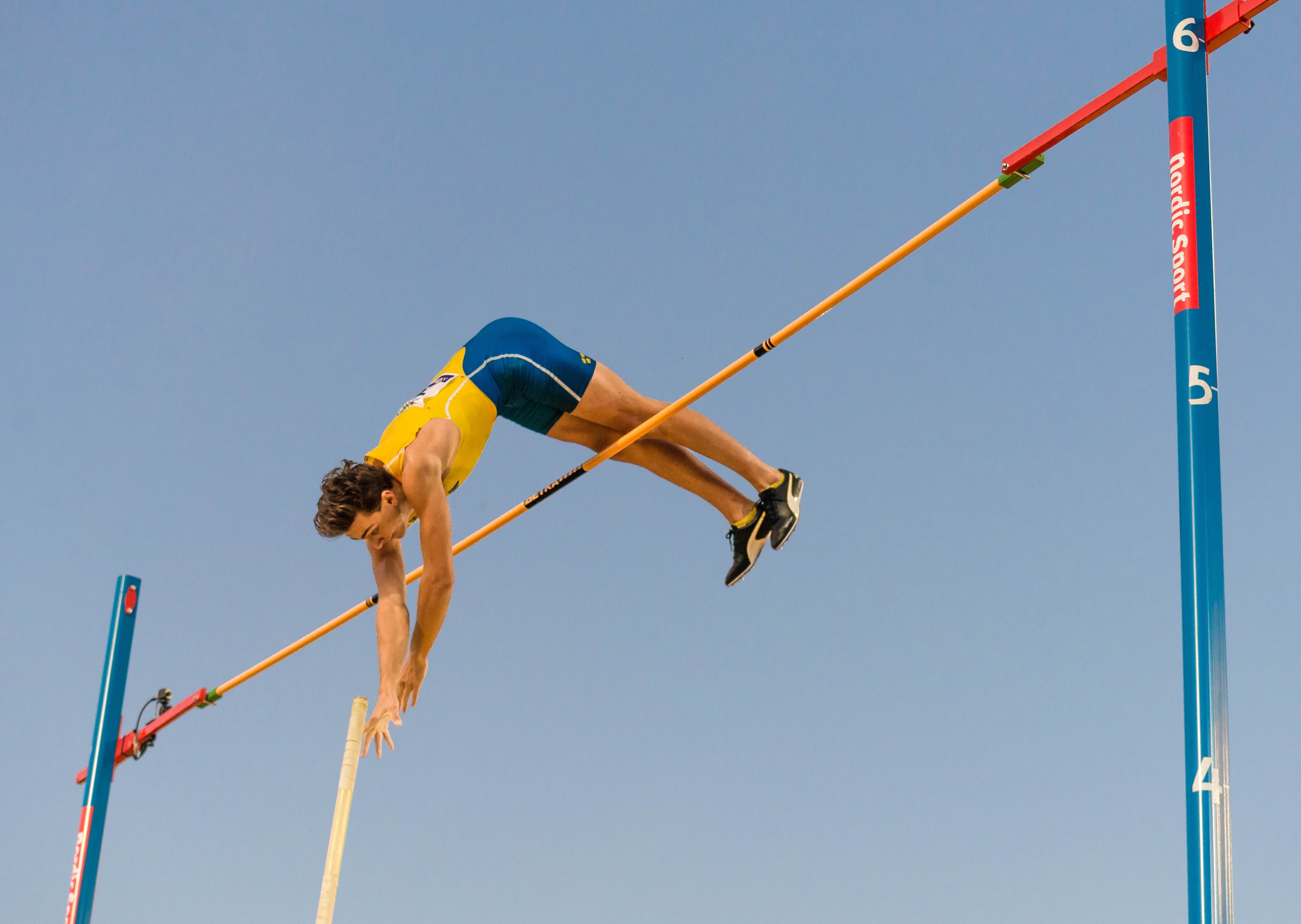
Ribbpassage.